# Plumbum - Un gioco pericoloso
Plumbum - Un gioco pericoloso (Плюмбум, или Опасная игра) è un film del 1986 diretto da Vadim Jusupovič Abdrašitov.

## Trama
Il film racconta di un adolescente che combatte contro il male e invade la vita di varie persone.